# Ra'Jah O'Hara
Benni Miller, plus connu sous le nom de scène Ra'Jah O'Hara, est une drag queen américaine principalement connue pour sa participation à la onzième saison de RuPaul's Drag Race et à la sixième saison de RuPaul's Drag Race All Stars,.

## Jeunesse et éducation
Benni Miller naît le 31 décembre 1985 et grandit à Dallas, dans l'État du Texas. Il étudie au Booker T. Washington High School for the Performing and Visual Arts.

## Carrière
Benni Miller commence le transformisme sous le nom de scène Victoria Lee Mack. Avant sa participation à RuPaul's Drag Race, Ra'Jah O'Hara participe à de nombreux concours de beauté sous le nom de scène Ra'Jah O'Hara Narcisse. Ra'Jah O'Hara fait partie de la drag family des Davenport, dont font notamment partie Kennedy Davenport, Sahara Davenport et Monét X Change.
Le 24 janvier 2019, Ra'Jah O'Hara est annoncée comme l'une des quinze candidates de la onzième saison de RuPaul's Drag Race, où elle se place neuvième.
Le 26 mai 2021, Ra'Jah O'Hara est annoncée comme l'une des treize candidates de la sixième saison de RuPaul's Drag Race All Stars, où elle se place seconde avec Eureka! et Ginger Minj face à Kylie Sonique Love.
Le 17 octobre 2022, elle est annoncée comme l'une des neuf candidates de la première saison de Canada's Drag Race : Canada vs the World. Lors de la finale, elle remporte le lipsynch smackdown en battant Victoria Scone puis Silky Nutmeg Ganache. Elle remporte ainsi la saison et la somme de 100 000 dollars canadiens, ainsi que le titre de " Queen of the Mothertucking World ".

## Filmographie

### Télévision
| Année | Titre                                    | Rôle         | Notes                                                                       | Réf.   |
| ----- | ---------------------------------------- | ------------ | --------------------------------------------------------------------------- | ------ |
| 2019  | RuPaul's Drag Race                       | Elle-même    | Saison 11 de RuPaul's Drag Race — Concurrente, 9ème place                   | [ 7 ]  |
| 2019  | RuPaul's Drag Race: Untucked             | Elle-même    | Saison 11 de RuPaul's Drag Race — Concurrente, 9ème place                   | [ 7 ]  |
| 2021  | Cruel Summer                             | Minna Plenty | Caméo                                                                       | [ 13 ] |
| 2021  | RuPaul's Drag Race All Stars             | Elle-même    | Saison 6 de RuPaul's Drag Race All Stars — Concurrente, en lice             | [ 9 ]  |
| 2021  | RuPaul's Drag Race All Stars: Untucked   | Elle-même    | Saison 6 de RuPaul's Drag Race All Stars — Concurrente, en lice             | [ 9 ]  |
| 2022  | Canada's Drag Race : Canada vs the World | Elle-même    | Saison 1 de Canada's Drag Race: Canada vs The World — Concurrente, Gagnante | [ 11 ] |

### Web-séries
| Année | Titre                  | Rôle      | Notes                                         | Réf.   |
| ----- | ---------------------- | --------- | --------------------------------------------- | ------ |
| 2019  | Queen to Queen         | Elle-même | Avec Honey Davenport et Mercedes Iman Diamond | [ 14 ] |
| 2019  | Whatcha Packin'        | Elle-même | Invitée                                       | [ 15 ] |
| 2019  | Countdown to the Crown | Elle-même |                                               | [ 16 ] |
| 2019  | Castmates for Cash     | Elle-même | Avec Silky Nutmeg Ganache                     | [ 17 ] |

## Discographie

### As featured artist
| Année | Titre         | Artiste                                            | Album  | Ref.   |
| ----- | ------------- | -------------------------------------------------- | ------ | ------ |
| 2021  | Show Up Queen | The Cast of RuPaul's Drag Race All Stars, Season 6 | Single | [ 18 ] |